# Национальный университет Сингапура

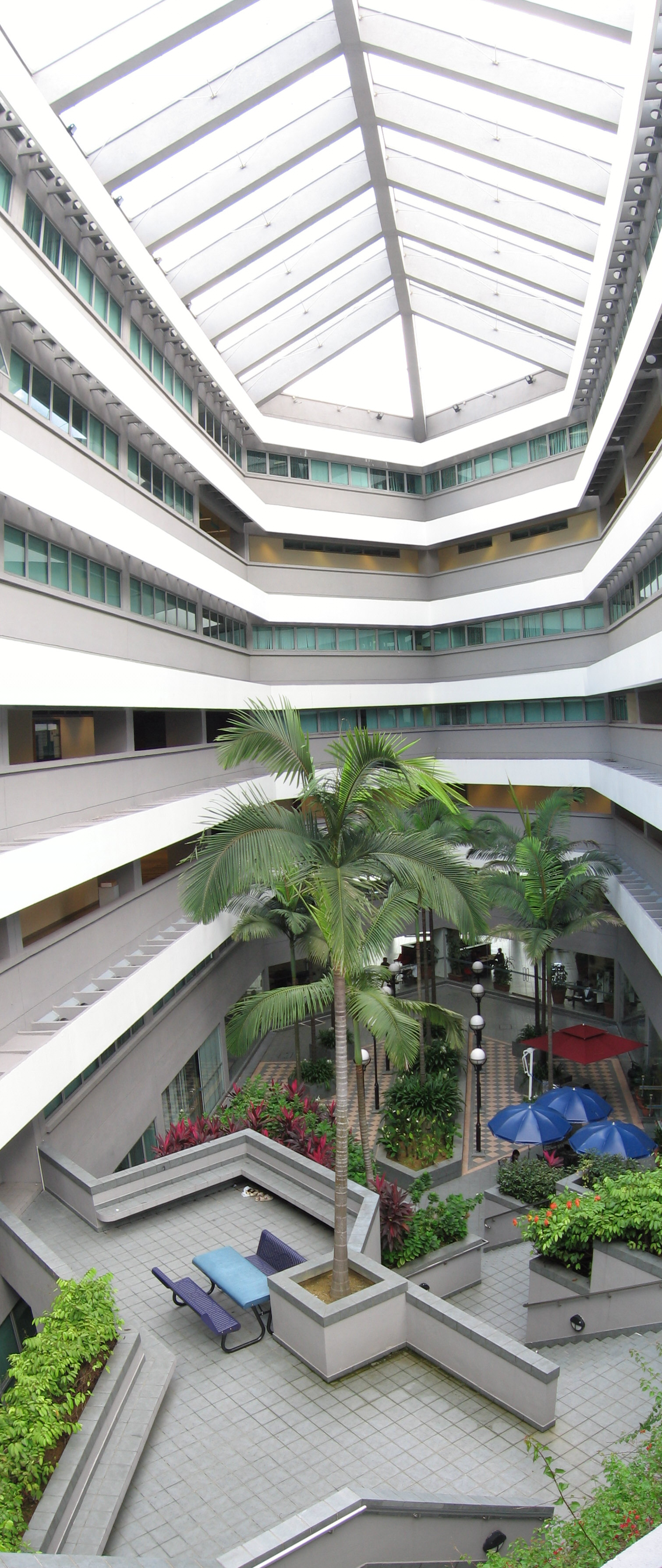
Инженерный факультет НУС

Национальный университет Сингапура (англ. The National University of Singapore, сокращённо NUS (НУС); кит. упр. 新加坡国立大学, пиньинь Xīnjiāpō Guólì Dàxué, сокращённо кит. упр. 国大, пиньинь Guódà; малайск. Universiti Kebangsaan Singapura; там. சிங்கப்பூர் தேசியப் பல்கலைக்கழகம்) — крупнейший университет в стране как по количеству студентов, так и программ обучения. Он является старейшим университетом Сингапура.
Согласно QS рейтингу лучших университетов мира, в 2025 году университет занимает 8-ю позицию в мире, 1-ю позицию в Азии.
По международному рейтингу Times Higher Education Supplement (THES), Национальный Университет Сингапура занимал 33 место среди университетов мира в 2007 году, 30 место в 2008 году, а к 2013 году поднялся на 22 строчку этого рейтинга.
Университет состоит из двух кампусов — главный из них находится на юго-западе Сингапура в районе Кент-ридж возле Кент Ридж Парка и Научного парка Сингапура; его площадь равна 1,5 км². Кампус Букит Тимах является также юридическим факультетом.

## История
В сентябре 1904 года Тан Ким возглавил группу из представителей китайских и других не-европейских сообществ. Они обратились к губернатору, сэру Джону Андерсону, с идеей создать медицинскую школу в Сингапуре. Тану, который был первым президентом Китайско-Британской Ассоциации, удалось привлечь сумму в $87.077, из которых $12.000 были его собственным вкладом. 3 июля 1905 года медицинская школа была создана. Она стала известна, как the Straits and Federated Malay States Government Medical School.
В 1912 году медицинская школа получила пожертвование в $ 120.000 от королевского мемориального фонда Эдварда VII, который был начат доктором Лим Бун Кенг.
18 ноября 1913 года название школы было изменено на Медицинское Училище имени Короля Эдварда VII . В 1921 г. оно было вновь изменено на Медицинский Колледж имени Короля Эдуарда VII , чтобы более отразить свой академический статус.
В 1929 году был создан Раффлз-колледж (Raffles) искусства и общественных наук.
Два десятилетия спустя Раффлз-колледж был объединен с Медицинским колледжем короля Эдварда VII и 8 октября 1949 года сформировался Университет Малайя. Два авторитетных учебных заведения были объединены для предоставления высшего образования гражданам Малайской федерации и Сингапура.
В 1959 году Университет Малайя был разделен на два подразделения: Университет Малайя в Куала-Лумпуре и Университет Малайя в Сингапуре. Последний был переименован в Университет Сингапура в 1962 году.
Сегодняшний университет был создан при слиянии Университета Сингапура и Наньянского университета в 1980 году.

## Образование
НУС предлагает 27 программ бакалавриата и 115 программ магистратуры и доктората на 17 факультетах.
Образование в НУС основывается на модульной системе. Эта система включает в себя особенности британской системы, такие, как небольшие группы студентов при обучении, и особенности американской — систему кредитов.
Студенты могут в течение первых двух семестров заниматься по выбору на разных факультетах.
Также возможно учиться по программе двойной степени бакалавра:
бакалавр искусства, социальных наук и техники; бакалавр искусства, социальных наук и права, бакалавр бизнеса и техники, а также бакалавр бизнеса и права.

## Известные выпускники
- Ванг Гунву — сингапурский учёный
- Вивиан Балакришнан — сингапурский политический, общественный и государственный деятель.
- Иса Камари — писатель и музыкант
- Чандра Музаффар — малайзийский политолог
- Ширс, Бенджамин Генри — Президент Сингапура (1971—1981)